# Johann Georg Nef
Johann Georg Nef (Herisau, 25 maggio 1809 – Herisau, 16 marzo 1887) è stato un imprenditore e politico svizzero.

## Biografia
Figlio di Johann Jakob Nef. Prese lezioni private a Herisau dal 1818 al 1823 e compì in seguito soggiorni all'estero. Malgrado la sua inclinazione per la medicina, la teologia e l'arte, entrò nell'impresa del padre, attiva nel commercio tessile, che rilevò nel 1848. Ampliò l'azienda tramite la creazione di depositi a Bruxelles, Francoforte sul Meno e Filadelfia. Nel 1862 venne abbandonata la produzione in proprio. Nel 1830 sposò Elsbetha Roth, figlia di Daniel Roth e sorella di Johannes Roth. Nel 1835 si risposò con Anna Katharina Zähner, figlia di Johannes Zähner.
Ricoprì diversi incarichi politici a livello locale e cantonale: fu municipale a Herisau dal 1834 al 1848), membro del Piccolo Consiglio di Appenzello Esterno dal 1848 al 1852, di cui fu presidente dal 1849, tesoriere dal 1852 al 1853, Vicelandamano dal 1853 al 1864 e infine presidente della commissione della scuola reale dal 1849 al 1869. Impegnato in ambito educativo e sociale, quale imprenditore e politico seguì il principio "ora et labora". In particolare nel 1843 fondò una società di mutuo soccorso per sostenere i giovani nell'apprendimento di un mestiere, di cui fu presidente dal 1853 al 1881, e presiedette l'ente di patronato per i detenuti tornati in libertà dal 1864 al 1878.